# La Ferté (Jura)
La Ferté település Franciaországban, Jura megyében. Lakosainak száma 187 fő (2022. január 1.). La Ferté Ounans, Aumont, Mathenay, Molamboz és Vaudrey községekkel határos.

## Népesség
A település népességének változása:
| Lakosok száma | 188  | 185  | 181  | 187  | 189  | 188  | 198  | 197  | 197  | 187  |
|               | 1968 | 1982 | 1990 | 2006 | 2013 | 2015 | 2017 | 2019 | 2020 | 2022 |